# Rayssac

Rayssac este o comună în departamentul Tarn din sudul Franței. În 2009 avea o populație de 255 de locuitori.

## Evoluția populației
| An        | 1975 | 1982 | 1990 | 1999 | 2006 | 2009 |
| --------- | ---- | ---- | ---- | ---- | ---- | ---- |
| Populație | 324  | 313  | 310  | 295  | 268  | 255  |